# Гірнича промисловість Німеччини
Гірнича промисловість Німеччини не є ключовою галуззю німецької економіки, але відіграє важливу роль у самозабезпеченні країни сировиною. Найбільше значення має видобуток вугілля, калійної і кам. солей, видобувають також поліметалічні руди, нерудні і будівельні матеріали. Потреби ФРН в олові, бокситах, нікелі, вольфрамі і фосфатах, міді, нафті, залізній руді, свинцю, цинку покриваються головно імпортом. Разом з тим, частка гірничої промисловості у ВВП становить всього 0,55 % (на 1998—1999 рр.). У ній зайнято 127 116 осіб з тенденцією до скорочення.

## Динаміка видобутку основних видів мінеральної сировини в Німеччині, млн т*
| Вид мінеральної сировини                           | 2008  | 2009  | 2010  |
| Паливно-енергетичні мінеральні ресурси             |       |       |       |
| Вугілля                                            | 39,2  | 33,3  | 27,05 |
| Лігніт                                             | 161,3 | 167,7 | 175,4 |
| Нафта                                              | 2,7   | 3,1   | 3,4   |
| Природний газ, млн м³                              | 21,2  | 20,1  | 20,3  |
| Первинні енергоносії, млн т вугільного еквівалента | 485   | 486   | 494   |
| Інші корисні копалини                              |       |       |       |
| Поташ                                              | 36,6  | 35,9  | 38,1  |
| Кам'яна сіль                                       | 5,1   | 3,4   | 4,1   |
| Пісок і гравій                                     | 383   | 355   | 319   |
| Кварц і кварцовий пісок                            | 36,7  | 36,6  | Н/д   |
| Кварцит                                            | 1,7   | 1,9   | Н/д   |
| Вапняк                                             | 20,7  | 19,4  | Н/д   |
| Гіпс                                               | 2,2   | 1,8   | Н/д   |
| Польовий шпат, тис. т                              | 500,9 | 544   | Н/д   |
| Пегматит, тис. т                                   | 586,8 | 701   | Н/д   |
| Каолін                                             | 3,5   | 3,7   | Н/д   |
| Бетоніт, тис. т                                    | 477   | 465   | Н/д   |
| Графіт, т                                          | 3 891 | 3 414 | Н/д   |
| Флюорит, тис. т                                    | 66,1  | 76,9  | 65,9  |
| Барит, тис. т                                      | 200   | 187   | 186   |

* Mining Annual Review 2002

## Окремі підгалузі за видами корисних копалин

### Нафтогазовий сектор
До другої половини 1950-х років нафтопереробна промисловість ФРН розміщувалася в приморській смузі, головним чином в районі Гамбурга. Потім нафтопереробні заводи були побудовані ближче до головних ринків збуту і стали обслуговуватися нафтопроводами, проведеними у другій половині 1950-х — першій половині 1960-х років з Роттердама, Вільгельмсгафена, Лавері (під Марселем), Ґенуї і Трієста. У Північній Німеччині ведеться видобуток власного природного газу. Однак на 77 % потреби країни в газі 1994 р. покривалися імпортом, переважно з норвезького сектора Північного моря, що випередив Нідерланди як головний регіон, що постачає природний газ до ФРН. Крім того, є газопровід, прокладений з Росії через Україну, Чехію і Словаччину з відгалуженням на Берлін.
Видобуток нафти в 2001 становить 3.4 млн т (+10,3 % до 2000 р). Видобуток природного газу в 2001 р. — 20,3 млрд м³ (+1 % до 2000), але на 4,7 % менше від максимального видобутку в 1999. Вітчизняний видобуток покриває тільки 18 % потреб країни у природному газі. Фірма Schleswig-Holstein забезпечує 52 % видобутку нафти в Німеччині (2001). Компанії Нижньої Саксонії спільно видобувають 43,3 % нафти і дають основну частину видобутку газу — близько 90 % [Mining Annual Review 2002].

### Вугільна промисловість
За видобутком кам'яного вугілля ФРН посідає 12-те місце серед країн світу (2001). Динаміка видобутку в останнє десятиліття негативна (в млн т.): 1990 — 77; 1994 — 57,6; 1998 — 45; 1999 — 45; 2000 — 43,8; 2001 — 37,4; 2003 — 26. Кількість робітників, зайнятих у цій галузі за період 1998—2003 зменшилася з 72 до 36 тис., обсяг інвестицій — з 5 до 2,7 млрд євро [Краків, Ежи Кіцкі, 2002; ФРН, Henning Peitsmeier, Frankfurter Allgemeine, Marz 2003, № 12].

#### Родовища кам'яного вугілля

Видобуток та імпорт вугілля у країнах Європи

Родовища кам'яного вугілля експлуатуються в Нижньорейнсько-Вестфальському (Рурському) — близько 77 % видобутку (2001), Саарському басейнах та в районі Іббенбюрен. В Аахенському басейні видобуток припинено у 1998 р. Найперспективнішим був і залишається Рурський басейн, в якому запаси жирного і коксівного вугілля становлять 65 %, запаси пісних, напівпісних та антрацитів — 15 %, інших — 20 %. Максимальний рівень видобутку був досягнутий в 1956 (151,4 млн т). Експлуатація родовищ ведеться підземним способом, середня глибина розробки 900 м, відпрацьовуються пласти потужністю 0,7–4,5 м (в середньому 1,8 м), 99 % вугілля, що добувається отримують з пластів з кутом падіння до 36°. Шахтні поля розкриті головним чином вертикальними стовбурами, а також похилими капітальними, погоризонтними або поверховими квершлаґами. Для підготовки проміжних горизонтів споруджуються ґезенки. Основний спосіб підготовки шахтних полів поверховий. Система розробки в основному суцільна і довгими стовпами за простяганням, рідше комбінована. Механізація виїмки практично завершена в 1970, механізація кріплення в 1980. Середня довжина лави 251 м, середня довжина виїмкового стовпа понад 1000 м. Видобуток проводиться комбайнами, стругами. Управління гірничим тиском в очисних вибоях головним чином обваленням, застосовуються також пневматичне і самопливне закладення.
На початку XXI ст. німецький ринок кам'яного вугілля скорочувався. У 2001 р. його обсяг становив 65 млн т, що на 5,1 % менше, ніж у 2000 р. Основні споживачі вугілля у ФРН — електростанції і коксохімічні заводи металургійних комбінатів. Уперше обсяг імпорту кам'яного вугілля перевищив його видобуток всередині країни. Збут вітчизняного кам'яного вугілля скоротився до 31,3 млн т умовного палива. Скорочення збуту вугілля сталося у всіх споживаючих галузях. На кінець 2001 р. число працюючих шахт становило 11. Видобуток вугілля знизився до 28 млн т. умовного палива. Внаслідок погіршання геологічних умов і технічні неполадки змінна продуктивність праці підземного робітника знизилася і становила 6244 кг товарного вугілля. Чисельність робітників і службовців скоротилася майже на 5000 осіб і на кінець 2001 р. становила 46 900 осіб.
21 грудня 2018 року в Німеччині закрили останню шахту з видобутку кам'яного вугілля — шахта Проспер-Ганіель у місті Боттроп у землі Північний Рейн — Вестфалія.
Особливістю Німеччини є широке використання бурого вугілля і лігніту. Незважаючи на низьку теплотворність бурого вугілля, його використання економічно вигідне. Головні буровугільні басейни розташовані на захід від Кельна (з кар'єрами глибиною до 400 м), в районі Галле — Лейпциг і в Нижньому Лаузіце, на півд.-сході від Берліна. Після об'єднання Німеччини близько третини східнонімецьких кар'єрів закрили (в основному в межах Галле — Лейпцизького басейну) з екологічних міркувань.

### Буре вугілля
За видобутком бурого вугілля ФРН у 1990-х роках займала провідне місце у світі. Видобуток бурого вугілля зростає в 1999 р. — 161 млн т, 2001 р. — 175,7 млн т, що є наслідком підвищеного попиту з боку електроенергетики. Близько 161,3 млн т (92 %) видобутого вугілля витрачено на виробництво електроенергії. Тим самим буровугільна галузь укріпила свою позицію найважливішого в країні постачальника сировини для отримання енергії [Brennstoffspiegel. — 2002. — № 2. — S. 6]. Розробка родовищ бурого вугілля ведеться головним чином відкритим способом в Нижньорейнському (94,349 млн т., 2001), Лаузіцькому (57,5 млн т), Середньонімецькому (19,2 млн т) басейнах, а також у Гельмштедтському (4,07 млн т), Гессенському (165 тис. т) та інших басейнах. Середня потужність пластів, що розробляються, 40 м (макс. 60—90 м). Найбільший кар'єр в кінці XX ст. — «Фортуна-Берґгайм». Основне обладнання — екскаватори безперервної дії, головним чином роторні і стрічкові конвеєри. У 2001 р. кількість зайнятих у буровугільній підгалузі — 19941 чол. За період 1989—2001 рр. загальна кількість персоналу у буровугільній галузі скоротилася на 136,79 тис.чол. Найбільший продуцент лігніту в Німеччині — RWE Rheinbraun.
Близько 92 % виробництва (лігніту 160,9 млн т) використовується для вироблення електроенергії. Встановлена потужність парку установок на бурому вугіллі на 2000 р. становить 19 508 МВт. Реконструюються потужності наявних пиловугільних ТЕС, вводяться нові потужності на ТЕС Schkopau, Schwarze Pumpe, Lippendorf, Niederaubem. Для координації наукових досліджень утворена дослідницька асоціація буровугільної індустрії FDBI [BWK: Brenst.- Warme- Kraft. — 2000. — 52, № 4. — S. 42—49].

### Інші види паливно-енергетичної мінеральної сировини
У ФРН в невеликих обсягах добувають торф і уранові руди. Розробка торфових покладів ведеться ріжучими машинами, що видобувають грудковий торф (болота Дегем і Мертве), або фрезерним способом (Мертве болото). Видобуток уранових руд почався в 1961. Періодично розробляються 3 родовища: Менценшванд, Мюлленбах і Тіршенройт. Експлуатація ведеться підземним способом. Потреби країни в урановій сировині задовольняються переважно імпортом з Канади, ПАР та Австралії.

### Залізорудна промисловість
Видобуток залізних руд на території країни незначний. Експлуатуються рудні поклади підземним способом на глибині до 1 км. Система розробки камерна і підповерхового обвалення. Відбійка буропідривним способом. З 1962 в ФРН відмічається постійне зниження рівня видобутку залізних руд, що пов'язано з можливістю отримання більш дешевих імпортних руд.
Разом з тим, Німеччина посідала наприкінці XX ст. 5-те місце у світі з виробництва сталі, попри те що після досягнутого в 1973 максимального обсягу виробництва багато металургійних заводів були закриті. Головний район концентрації чорної металургії — захід Рурського кам'яновугільного басейну, куди імпортний залізняк надходить по Рейну з Роттердаму. Менш великі металургійні центри з невизначеними перспективами розвитку розташовані в Саарі і в Нижній Саксонії (Зальцґіттер). Виробництво високоякісних легованих сталей зосереджене в Крефельді і інших центрах на периферії Рурського району. У 2001 німецька чорна металургія виробила 29,18 млн т чавунних болванок (-5,4 % до 2000) і 44,80 сирої сталі (-3,4 % до 2000).

### Видобуток руд кольорових металів
Обсяги видобутку поліметалічних руд в зв'язку з обмеженістю ресурсів порівняно невеликі, хоч країна є провідним продуцентом кольорових металів у Західній Європі. В останні десятиліття XX ст. розробляються 3 родовища (Раммельсберґ, Бад-Грунд і Мегген), на яких добувають близько 1,7 млн т руди й одержують концентрати, що містять, крім свинцю і цинку, також мідь, срібло та золото. Експлуатуються родовища підземним способом. Система розробки камерна із заставним і подальшим відроблянням ціликів. Висота поверху 40 м. Камери довжиною 60 м і шириною 10 м нарізуються вкрест рудного тіла і відпрацьовуються знизу вгору. Відбійка буропідривним способом. Руди переробляють на заводах, розташованих поблизу рудників.
Ґалій. ФРН є одним з світових спів-продуцентів ґалію. Фірма GEOOSC-GEO Gallium (США-Франція) на сировині ФРН випускає близько 33 т/рік ґалію.

### Гірничохімічна промисловість
З видобутку калійної і кам'яної солей ФРН в 1990-х рр. посідала одне з провідних місць серед країн світу. Найбільші фірми виробники солей у XX ст. — «Kali und AG.» і "Kali-Chemie AG., на частку яких у 1990-х роках припадало близько 50 % виробництва калійних солей в Західній Європі. Видобуток солей здійснювався в основному на півночі і півдні від Гарца. Після об'єднання країни деякі зі східнонімецьких соляних шахт були закриті. Видобуток калійних солей здійснюється шахтами, в інтервалі глибин 300–1000 м. Розкриття покладів — вертикальними стовбурами глибині до 1300 м. Системи розробки в основному камерна і камерно-стовпова. Довжина камер до 300 м, ширина 14 м, ширина міжкамерних ціликів 13-22 м. Головні рудні мінерали — сильвін і карналіт. Середній вміст K2O 14 %.
За оцінкою Геологічної служби США в 1999, 2000, 2001 рр. у ФРН видобуто відповідно 3,543; 3,4; 3,55 млн т калійних солей в перерахунку на K2О (4-те місце після Канади, Білорусі, Росії), у світі за 2000 (1999) роки — 25,552 (25,239) млн т.
З інших видів гірничохім. сировини у ФРН видобувають барит і плавиковий шпат. Родовища бариту розробляють в землях Півн. Рейн-Вестфалія, Гессен і Баден-Вюртемберґ. Основний центр видобутку в кінці XX ст. — поліметалічне родовище Мегген, де барит добувають попутно зі свинцево-цинковими рудами. На початку XXI ст. (2001) барит видобувають головним чином на рудниках Wolkenhügel, Dreislar і Clara, рівень видобутку порівняно стабільний. Родовища плавикового шпату експлуатуються в Баварії. Видобуток флюориту 2001 р. становив 65 935 т (-14,2 % до 2000) і здійснюється на руднику Клара (Clara) [Mining Annual Review 2002].
З нерудної індустріальної сировини у ФРН видобувають бентоніт, гіпс, графіт, каолін, кварцовий пісок та ін. Родовища бентоніту (всього бл. 40) розробляють відкритим способом в районах Мосбурґ, Майнбурґ і Ландсгут.
ФРН — поодинока країна Західної Європи, яка добуває і переробляє кристалічний графіт. Збагачення включає дроблення і флотацію. Концентрат містить 93 % графіту.
Крім того, на території країни ведеться видобуток глин, піску і гравію та інших видів нерудних будівельних матеріалів. Видобуток гравію і піску ведуть в долині р. Рейн понад 300 підприємств. При експлуатації підводних родовищ використовують грейферні і землесосні снаряди. Розробка піщано-гравійних родовищ на суші здійснюється з допомогою скреперів, навантажувачів і екскаваторів. Щебінь і пісок для доріг добувають в Баварії, Півн. Рейн-Вестфалії, Баден-Вюртемберзі, Гессені, землі Рейнланд-Пфальц, в Нижній Саксонії та Саарі. Сировина переробляється на 380 дробильно-сортувальних фабриках.
Вапняк для виробництва цементу в кінці XX ст. добували на 70 кар'єрах (80 % яких працюють сезонно) з висотою уступів 10–30 м. В основному видобуток ведуть буропідривним способом. Крім того, застосовують гідророзмив та екскаватори.
Щорічний видобуток облицювального і стінового каменя в середньому становить близько 725 тис. т. Базальт добувається відкритим способом на землі Рейнланд-Пфальц, Майене, Андернахе, Нідермендіп. Родовища мармуру розробляються підземним способом (земля Гессен, Берґштрассе). Споживання мармуру в країні коливається на рівні 1–1,6 млн т/рік при власному видобутку близько 200 тис. т/рік. Як стіновий і облицювальний камінь використовується також травертин, який добувають відкритим способом на родовищах в околицях оз. Лаагерзис, і туф (родовища Еттенгера і Вайтберна). Покрівельний сланець добувають підземним способом в Рейнських Сланцевих горах і в землі Баварія. Відходи, що утворюються при обробці сланцю, використовують у виробництві ґуми, цементу і при будівництві доріг.
Видобуток піску, гравію і натурального каменя в Німеччині на початку XXI ст. меншає, знижується також збут продукції. Основною причиною цього є зменшення обсягу житлового будівництва.

## Гірниче машинобудування
У ФРН належить до розвинених галузей промисловості. Виробляються роторні екскаватори, стрічкові конвеєри, стрічкові відвалоутворювачі, транспортно-відвальні мости, бурові верстати, вантажні і транспортні засоби, а також шахтні підіймальні машини, збагачувальне обладнання. Для підземних розробок виготовляють добувні і прохідницькі комбайни, засоби кріплення виробок, підіймальні, водовідливні, вентиляційні і компресорні установки тощо. У виробництві власне гірничого обладнання в ФРН в кінці XX ст. зайнято близько 100 фірм, частина з яких входить в транснаціональні корпорації.
Німецька компанія Deutsche Bergbau Technik (DBT) — один з найбільших у світі виробників обладнання для підземної розробки вугільних та інших родовищ корисних копалин: гідравлічного щитового кріплення механізованих очисних вибоїв; ланцюгових конвеєрів, включаючи вибійні; добувних і прохідницьких комбайнів, включаючи струги і комбайни з регульованими по висоті барабанними робочими органами; електронних систем контролю і управління механізованим щитовим кріпленням очисних вибоїв; дробарок, транспортних систем і інш. [Coal Int. — 2001. — 249, № 4. — P. 164—166].

## Геологічна служба. Наукові установи. Підготовка кадрів. Друк
Геологічні роботи всередині країни (зокрема, на шельфі) ведуть геологічні служби окремих земель (Нижньої Саксонії, Північної Рейн-Вестфалії, Гамбурга, Гессена, Шлезвіг-Гольштейна, Рейнланд-Пфальца, Баварії, Баден-Вюртемберґа і Саара), за рубежем — Федеральна геол. служба, створена в 1958. Науково-дослідні роботи в галузі геології і гірничої справи виконують інститути при Гейдельберґському (засновано в 1386), Кьольнському (в 1388), Ґеттінгенському (в 1737), Лейпцизькому (в 1409), Грайфсвальському (в 1456) університетах та у Фрайберзькій гірничій академії; дослідження в галузі морської геології — Інституті морської геології і біології «Зенкенберґ» (Institut für Meersgeologie und Meersbiologie «Senkenberg»), вивченням радіоактивної сировини займається спеціальна комісія федерального господарства. Підготовка кадрів в галузі геології і гірничої справи ведеться в Кільському (засновано в 1665) і Гамбургському (в 1919) університетах.
Основні публікації з геології і гірничої справи вміщують у журналах: «Yas-Erdgas» (видається з 1858), «Glückauf» (з 1865), «Die Industrie der Steine und Erden» (з 1890), «Neues Jahrbuch für Mineralogie» (з 1900), «Neues Jahrbuch für Geologie und Palaeontologie» (з 1900), «Braunkohle» (з 1902), «Nobel Hefte» (з 1926), «Glückauf-Forschungshefte» (з 1940), «Erdoel und Kohle, Erdgas, Petrochemie» (з 1948), «Erzmetall» (з 1948), «Bergbau» (з 1950), «Bergbautechnik» (з 1951), «Kali und Steinsalz» (з 1952) і «Naturstein-Industrie» (з 1965).